# Bernard Gijlswijk
Bernard Adriaan Gijlswijk OP (* 9. November 1870 in Delft, Niederlande; † 22. Dezember 1944) war ein römisch-katholischer Erzbischof und Diplomat des Heiligen Stuhls.

## Leben
Bernard Gijlswijk trat der Ordensgemeinschaft der Dominikaner bei und empfing am 15. August 1898 das Sakrament der Priesterweihe.
Am 2. Dezember 1922 ernannte ihn Papst Pius XI. zum Titularerzbischof von Euchaitae und bestellte ihn zum Apostolischen Delegaten in Südafrika. Der Präfekt der Kongregation De Propaganda Fide, Wilhelmus Marinus Kardinal van Rossum CSsR, spendete ihm am 8. Dezember desselben Jahres die Bischofsweihe; Mitkonsekratoren waren der Sekretär der Kongregation De Propaganda Fide, Kurienerzbischof Pietro Fumasoni Biondi, und der Apostolische Delegat in Persien, Erzbischof Adriaan Smets.